# Voces de ultrarumba
Voces de ultrarumba es el cuarto disco del dúo español de Rumba/Rock, Estopa. Consiguió vender más de 500 000 copias.[cita requerida]

## Lista de canciones
| N.º | Título                | Duración |  |
| 1.  | «Malabares»           | 3:26     |  |
| 2.  | «Qué suerte la mía»   | 3:29     |  |
| 3.  | «Vacaciones»          | 3:14     |  |
| 4.  | «Ninguna parte»       | 3:26     |  |
| 5.  | «Lunes»               | 3:02     |  |
| 6.  | «A mí me gusta»       | 3:39     |  |
| 7.  | «Gulere Gulere»       | 3:27     |  |
| 8.  | «Monstruos»           | 3:15     |  |
| 9.  | «No quiero verla más» | 3:23     |  |
| 10. | «Ni pa' ti ni pa' mí» | 3:57     |  |
| 11. | «Fábricas de sueños»  | 3:04     |  |
| 12. | «Paseo»               | 3:36     |  |

## Posicionamiento en listas
| Listas (2005)       | Mejor posición |
| ------------------- | -------------- |
| España (PROMUSICAE) | 1              |

## Certificaciones
| País   | Organismo certificador | Certificación | Ventas certificadas | Ref   |
| ------ | ---------------------- | ------------- | ------------------- | ----- |
| España | PROMUSICAE             | 4x Platino    | 320 000             | [ 2 ] |